# Lápida de Tridio Alonge
La lápida vadiniense de Tridio Alonge es una inscripción funeraria grabada en un soporte lítico de cuarcita, encontrada en Remolina y que se expone en la actualidad en el Museo de León.

## Hallazgo y ubicación
Fue encontrada por unos pescadores en 1933 en Remolina, en la zona de la antigua ermita de San Roque. En esta misma zona, en una finca de labranza, también se encontró en la década de los 50, la lápida de Vado Nebira, que se encuentra en la actualidad en el Museo Etnográfico de Riaño.
La lápida se encuentra en el Museo de León desde 1934, habiendo estado expuesta en el claustro del Convento de San Marcos y en los últimos años en la sede del museo de León de la casa Pallarés, en el plaza de Santo Domingo, en León.

## Descripción del epitafio de Tridio
Se trata de un epígrafe inciso sobre un canto rodado de cuarcita. Sus medidas aproximadas son: 95,5 cm de alto x 59,5 cm de ancho x 14 cm de grueso.
La inscripción que se observa en la lápida es la siguiente:

M(onumentum)TRIDIO ALONGVNBODE(ri) F(ilio) VA(diniensi) . AN(norum) XXVFRONTO DOIDERIGVM AMICO SVOPOSIT H(ic) S(itus) E(st)T(erra) L(evis)

Su traducción sería: “ A Tridio de los Alonges, hijo de Bodo, vadiniense de 25 años. La puso su amigo Fronto de los Doideros. Aquí yace. Que la tierra te sea leve”.
La parte superior de la inscripción está adornada con una línea haciendo una especie de cenefa con los extremos curvados. En la cabecera, se observan hederas -hojas de hiedra- flanqueando la "M" inicial del texto. Por debajo del texto se encuentra el grabado de un caballo, así como la representación esquemática de dos plantas -probablemente tejos-. Debajo del caballo hay grabada una línea horizontal con dos círculos en sus extremos que se interpretan como un posible carro fúnebre.

## Características de la lápida de Tridio
El epitafio está escrito en latín bárbaro, encontrándose ya formas del mundo latino, como “la tierra te sea leve” o “aquí yace”. El texto se acompaña de otros grabados habituales en las lápidas vadinienses, como las hederas, el caballo y dos plantas esquemáticas.
La inscripción contiene tres nombres -Tridio, Bodo y Fronto- y dos gentilicios -Alonges y Doideros-.
Según algunos expertos, la época en que se realizó la lápida fue a finales del siglo II o siglo III d. C. Aunque, para otros autores la datación sería anterior, hacia la mitad del siglo II, basándose en que no se recoge al inicio la dedicación a los dioses Manes -D(is) M(anibus)- y en la estructura y gramática del texto.

## Características de las lápidas vadinienses
Diversos aspectos son característicos y fundamentales de las estelas funerarias vadinienses. La estructura onomástica de las estelas tiene una metodología romana, señalando primero el nombre propio, en segundo lugar la familia a la que pertenecen, luego indican la filiación y por último la tribu o gentilidad. 
La escritura utilizada en todas ellas es el latín, habitualmente un latín tosto, aunque hay lápidas con un lenguaje más refinado, especialmente en la zona asturiana, influyendo en ello de modo notable la época en que fueron realizadas. Se puede decir que los vadinienses asimilaron con rapidez el lenguaje escrito romano, pues ellos carecían de escritura y, además, los documentos oficiales y los decretos estaban todos escritos en la lengua imperial. Sin embargo, los vadinienses siguen manteniendo en las lápidas su onomástica indígena. 
Con frecuencia las lápidas están dedicadas a los dioses Manes, D(is) M(anibus), -los dioses de los muertos en la mitología romana-, que aparecen compartiendo espacio y lugar con la simbología indígena, como en el caso de la representación de caballos, árboles, etc. Otras, como la lápida de Tridio comienzan por una M, de Monumentum -monumento, en el sentido de recuerdo-, siendo estás lápidas anteriores en el tiempo a las que comienzan con la dedicatoria a los dioses Manes.
Es muy frecuente que en el encabezamiento aparezcan grabadas figuras muy esquemáticas de árboles y plantas, interpretadas como el tejo y la hedera -hoja de hiedra-, que representarían la vida eterna. En el remate de la inscripción suele estar grabado, también de forma esquemática e incisa, un caballo muy estilizado, que representaría el espíritu del fallecido.
Las lápidas vadinienses halladas en ambas vertientes de la cordillera Cantábrica están datadas a juicio de los especialistas en epigrafía entre el siglo I y el IV d. C.
Los soportes empleados son variados, reduciéndose en la mayoría de los casos a piedras sin labrar, o escasamente trabajadas, en las que se aprovechó la parte más lisa para grabar el texto. Suele tratarse de bloques pétreos de tamaño muy diverso, que debieron ser elegidos por su dureza, y que en su mayoría han sido descritos como cuarcitas, cuarcitas pizarrosas, areniscas o laguna como caliza cristalina blanca.
Casi todos los ejemplares de epigrafía vadiniense son funerarios, salvo dos que son votivos. La mayoría de fallecidos tenía entre 20-30 años, probablemente la esperanza media de vida de la época entre los vadinienses. La mayor parte de las lápidas están dedicadas a varones.

## Tridio Alonge en la literatura
La lápida y Tridio Alonge, el joven al que está dedicado el epitafio, son los protagonistas de la novela Tridio Alonge, el último relincho vadiniense, de Saturnino Alonso Requejo, donde el autor recrea el mundo de los vadinienses y sus luchas contra las legiones romanas. Igualmente, Tridio ha sido el protagonista de varios artículos en la prensa.